# 존스턴숲땃쥐
존스턴숲땃쥐(학명: Sylvisorex johnstoni)는 땃쥐과에 속하는 포유류의 일종이다. 부룬디와 카메룬, 중앙아프리카공화국, 콩고민주공화국, 적도 기니, 가봉, 르완다, 탄자니아 그리고 우간다에서 발견된다. 자연 서식지는 아열대 또는 열대 기후 지역의 습윤 저지대 숲과 습윤 산지 숲이다. 서식지 감소로 멸종 위협을 받고 있다.